# Bonawentura Solari
Bonawentura Solari (ur. 18 września 1735, zm. po 1805) – polski architekt. 

## Życiorys
Syn Antoniego. Był majorem armii Wielkiego Księstwa Litewskiego, w 1775 nobilitowany. Posiadał kamienicę przy Krakowskim Przedmieściu.
Zaprojektował m.in. Teatr Narodowy na placu Krasińskich w Warszawie (1779) i dwa domy przy ul. Świętojerskiej, należące do Franiszka Ryxa. Był także autorem odbudowy zachodniej elewacji katedry poznańskiej (1789).